# Wellsville (Kansas)
Wellsville ist eine Stadt im Bundesstaat Kansas in den Vereinigten Staaten. Das U.S. Census Bureau hat bei der Volkszählung 2020 eine Einwohnerzahl von 1953 ermittelt.

## Geografie

### Geografische Lage
Wellsville liegt im Nordosten von Kansas, etwa 60 Kilometer südwestlich von Kansas City. Im Südosten liegt der Hillsdale Lake.

### Nachbargemeinden
Die nächstgrößeren Städte sind im Nordosten Gardner und im Südwesten Ottawa.

## Geschichte
In den 1850er Jahren begann die erste Besiedlung in der Region von Wellsville. Die Stadt selbst wurde von Shoot, Root und Wells gegründet und nach Wells benannt. Mit der Vollendung des Baus der Santa Fe Railroad 1870 wuchs die Stadt weiter an. Der erste Bebauungsplan wurde am 1. Mai 1872 von P.O. Elder veröffentlicht und als offizielle Stadtkarte akzeptiert. Die Stadt wurde als solche am 8. Juli 1884 eingetragen.

### Religionen
In Wellsville gibt es mehrere protestantische Kirchen.
- United Methodist Church of Wellsville (zweimal vertreten)
- Baptist Church
- Wellsville Family Worship Center

## Demographie
Nach der Volkszählung im Jahr 2000 lebten in Wellsville 1606 Menschen in 636 Haushalten und 435 Familien. Die Bevölkerungsdichte lag bei 738,2 pro km². Es gab 666 Wohneinheiten mit einer durchschnittlichen Bebauungsdichte von 306,1 pro km². Die Bevölkerung setzte sich zusammen aus:
- 98,13 % europäischer Herkunft
- 0,19 % afroamerikanischer Abstammung
- 0,75 % Hispanics oder lateinamerikanischer Herkunft
- 0,50 % Angehörige der Indianer Nordamerikas
- 0,06 % asiatischer Herkunft
- 0,06 % andere Gruppen

Es gab 636 Haushalte, in denen 37,3 % Kinder unter 18 Jahren waren, 53,3 % waren verheiratet, 9,9 % alleinstehende Frauen und 31,6 % lebten nicht in Familien. 28,9 % aller Haushalte setzten sich aus Einzelpersonen zusammen und in 13,5 % lebte mindestens eine Person über 65 Jahren oder älter. Die durchschnittliche Haushaltsgröße betrug 2,45 Personen, die der durchschnittlichen Familie 3,02 Personen.
Die Bevölkerung setzte sich aus: 28,6 % unter 18 Jahren, 8 % von 18 bis 24 Jahren, 30,3 % von 25 bis 44 Jahren, 19,2 % von 45 bis 64 Jahren und 14 % über 65 Jahren. Das Durchschnittsalter betrug 34 Jahre.
Das mittlere Einkommen pro Haushalt betrug 38456 $, das mittlere Einkommen pro Familie 47102 $. Etwa 7,9 % der Familien lebten unter der Armutsgrenze.

## Wirtschaft und Infrastruktur

### Verkehr
Wellville liegt nahe der Interstate 35, die die Stadt mit Kansas City im Nordosten und Wichita im Südwesten verbindet.

### Bildung
In Wellsville gibt es drei Schulen. Diese sind:
- die Wellsville Elementary School
- die Wellsville Middle School
- die Wellsville High School

## Persönlichkeiten

### Söhne und Töchter der Stadt
- Elizabeth „Grandma“ Layton, Künstlerin

### Persönlichkeiten, die vor Ort gewirkt haben
- Chely Wright (* 1970), Country-Sängerin und Academy-of-Country-Music-Preisträgerin